# Albert Aubeck
Albert Krogh Aubeck, född 10 december 1881 i Lemvig, Danmark, död 11 juli 1955, var en dansk civilingenjör och professor. 
Aubeck avlade 1905 civilingenjörsexamen i maskinteknik vid Polytechnikum i Zürich. Han arbetade som ingenjör på Brown, Boveri & Cie i Schweiz 1905–1908, hos Allmänna Svenska Elektriska Aktiebolaget (ASEA) i Västerås 1908–1917 och var från 1917 professor i elektroteknik vid Polytekniske Læreanstalt (Tekniska högskolan) i Köpenhamn. 
Aubeck invaldes 1937 som ledamot av Akademiet for de Tekniske Videnskaber och blev 1945 utländsk ledamot av Kungliga Ingenjörsvetenskapsakademien i Stockholm.